# هايلي كارتر
هايلي كارتر (بالإنجليزية: Hayley Carter)‏ هي لاعب كرة مضرب أمريكية، ولدت في 17 مايو 1995.

## وصلات خارجية
- هايلي كارتر على موقع رابطة محترفات التنس (الإنجليزية)
- هايلي كارتر على موقع الاتحاد الدولي لكرة المضرب (الإنجليزية)
- هايلي كارتر على موقع خلاصة التنس.كوم (الإنجليزية)
- هايلي كارتر على موقع إي إس بي إن.كوم (الإنجليزية)